# Чемпионат мира по конькобежному спорту на отдельных дистанциях 2023
Чемпионат мира по конькобежному спорту на отдельных дистанциях 2023 года проходил со 2 по 5 марта на катке Тиалф, Херенвен, Нидерланды. Соревнования проводились на дистанциях 500, 1000, 1500, 5000 метров, в масс-старте, в командной гонке и командном спринте у мужчин и женщин, а также 3000 метров у женщин и 10 000 у мужчин. Было разыграно 16 комплектов медалей. По политическим причинам конькобежцы России и Белоруссии не приняли участия в соревнованиях.
Впервые за всю историю чемпионатов мира американец Джордан Штольц победил на трёх дистанциях. Также впервые золотые медали завоевали спортсмены Бельгии — Барт Свингс и Италии — Давиде Гьотто и впервые конькобежец Великобритании стал призёром — Корнелиус Керстен.

## Медальный зачёт
| Общее количество медалей | Общее количество медалей | Общее количество медалей | Общее количество медалей | Общее количество медалей | Общее количество медалей |
| Место                    | Страна                   | Золото                   | Серебро                  | Бронза                   | Всего                    |
| ------------------------ | ------------------------ | ------------------------ | ------------------------ | ------------------------ | ------------------------ |
| 1                        | Нидерланды               | 7                        | 7                        | 3                        | 17                       |
| 2                        | Канада                   | 3                        | 3                        | 1                        | 7                        |
| 3                        | США                      | 3                        | 1                        | 1                        | 5                        |
| 4                        | Норвегия                 | 1                        | 2                        | 2                        | 5                        |
| 5                        | Италия                   | 1                        | 1                        | 1                        | 3                        |
| 6                        | Бельгия                  | 1                        | 0                        | 1                        | 2                        |
| 7                        | Япония                   | 0                        | 1                        | 3                        | 4                        |
| 8                        | Австрия                  | 0                        | 1                        | 0                        | 1                        |
| 9                        | Чехия                    | 0                        | 0                        | 2                        | 2                        |
| 10                       | Китай                    | 0                        | 0                        | 1                        | 1                        |
| 10                       | Великобритания           | 0                        | 0                        | 1                        | 1                        |
| Всего                    | Всего                    | 16                       | 16                       | 16                       | 48                       |

## Призёры

### Мужчины
| Дистанция                    | Золото                                                        | Золото   | Серебро                                                      | Серебро  | Бронза                                                                    | Бронза   |
| ---------------------------- | ------------------------------------------------------------- | -------- | ------------------------------------------------------------ | -------- | ------------------------------------------------------------------------- | -------- |
| 500 м (подробнее)            | Джордан Штольц · США                                          | 34,10    | Лоран Дюбрёй · Канада                                        | 34,46    | Ватару Морисигэ · Япония                                                  | 34,48    |
| 1000 м (подробнее)           | Джордан Штольц · США                                          | 1.07,11  | Томас Крол · Нидерланды                                      | 1.07,78  | Корнелиус Керстен · Великобритания                                        | 1.08,02  |
| 1500 м (подробнее)           | Джордан Штольц · США                                          | 1.43,59  | Кьелд Нёйс · Нидерланды                                      | 1.43,82  | Томас Крол · Нидерланды                                                   | 1.44,30  |
| 5000 м (подробнее)           | Патрик Руст · Нидерланды                                      | 6.08,94  | Давиде Гьотто · Италия                                       | 6.11,12  | Барт Свингс · Бельгия                                                     | 6.13,06  |
| 10 000 м (подробнее)         | Давиде Гьотто · Италия                                        | 12.41,35 | Йоррит Бергсма · Нидерланды                                  | 12.55,64 | Тед-Ян Блумен · Канада                                                    | 13.01,84 |
| Командная гонка (подробнее)  | Нидерланды · Патрик Руст · Беау Снеллинк · Марсел Боскер      | 3.38,26  | Канада · Коннор Хоу · Антуан Желина-Больё · Хейден Майер     | 3.38,43  | Норвегия · Педер Конгсхёуг · Аллан Даль Йоханссон · Сверре Лунде Педерсен | 3.40,93  |
| Командный спринт (подробнее) | Канада · Лоран Дюбрёй · Кристофер Фиола · Антуан Желина-Больё | 1.19,26  | Нидерланды · Весли Дейс · Хейн Оттерспер · Мерейн Схеперкамп | 1.19,67  | Норвегия · Ховар Лорентсен · Бьёрн Магнуссен · Хенрик Фагерли Рукке       | 1.19,80  |
| Масс-старт (подробнее)       | Барт Свингс · Бельгия                                         | 60 очков | Барт Холверф · Нидерланды                                    | 40 очков | Андреа Джованнини · Италия                                                | 23 очка  |

### Женщины
| Дистанция                    | Золото                                                       | Золото     | Серебро                                              | Серебро  | Бронза                                                | Бронза  |
| ---------------------------- | ------------------------------------------------------------ | ---------- | ---------------------------------------------------- | -------- | ----------------------------------------------------- | ------- |
| 500 м (подробнее)            | Фемке Кок · Нидерланды                                       | 37,28      | Ванесса Херцог · Австрия                             | 37,33    | Ютта Лердам · Нидерланды                              | 37,54   |
| 1000 м (подробнее)           | Ютта Лердам · Нидерланды                                     | 1.13,03    | Антуанетта Рейпма-де Йонг · Нидерланды               | 1.14,26  | Михо Такаги · Япония                                  | 1.14,37 |
| 1500 м (подробнее)           | Антуанетта Рейпма-де Йонг · Нидерланды                       | 1.53,54    | Рагне Виклунд · Норвегия                             | 1.54,30  | Михо Такаги · Япония                                  | 1.54,39 |
| 3000 м (подробнее)           | Рагне Виклунд · Норвегия                                     | 3.56,86    | Ирен Схаутен · Нидерланды                            | 3.57,40  | Мартина Сабликова · Чехия                             | 3.58,35 |
| 5000 м (подробнее)           | Ирен Схаутен · Нидерланды                                    | 6.41,25 TR | Рагне Виклунд · Норвегия                             | 6.46,15  | Мартина Сабликова · Чехия                             | 6.47,78 |
| Командный спринт (подробнее) | Канада · Ивани Блонден · Каролина Хиллер · Бруклин Макдугалл | 1.26,29    | США · Маккензи Браун · Кими Гётц · Эрин Джексон      | 1.26,58  | Китай · Цзинь Цзинчжу · Ли Циши · Чжан Лина           | 1.27,86 |
| Командная гонка (подробнее)  | Канада · Валери Мальте · Ивани Блонден · Изабель Вайдеман    | 2.54,58    | Япония · Момока Хорикава · Аяно Сато · Сумирэ Кикути | 2.57,30  | США · Миа Килбург · Джорджия Биркеланд · Бриттани Боу | 3.00,39 |
| Масс-старт (подробнее)       | Марейке Груневауд · Нидерланды                               | 66 очков   | Ивани Блонден · Канада                               | 40 очков | Ирен Схаутен · Нидерланды                             | 22 очка |